# Gârlești
Gârlești – wieś w Rumunii, w okręgu Dolj, w gminie Ghercești. W 2011 roku liczyła 440 mieszkańców.